# Dê lùn Pygmy

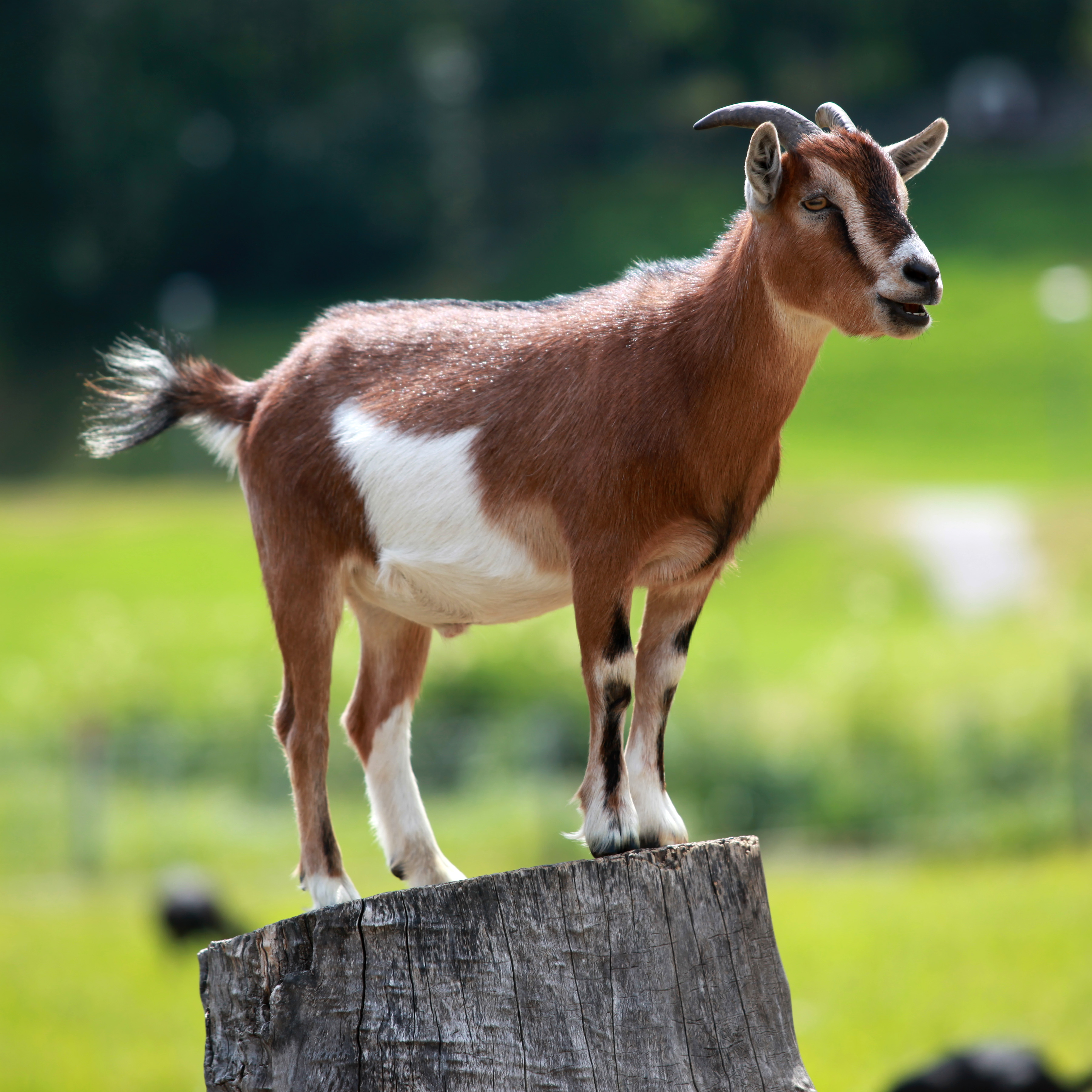
Dê lùn Pymy

Dê lùn Pygmy là một giống dê nhà cỡ nhỏ có nguồn gốc từ châu Phi. Ngày nay chúng được nuôi thông dụng ở châu Âu và ở Mỹ. Con dê lùn có thể được sử dụng cho nhiều việc khác nhau và đó là lý do tại sao một con dê lùn đúng như phân loại là một giống dê kiêm dụng như tiêu chuẩn của tổ chức NPGA hay Hiệp hội dê lùn Quốc gia. Hiện nay, đây là giống dê được ưa chuộng để nuôi làm thú cưng vì ngoại hình, tính cách thân thiện và thể chất tốt.

## Xuất xứ
Các con dê lùn Pygmy được phát triển từ dê lùn Tây Phi, một giống dê Landrace của miền Trung Phi và Tây Phi, chúng được tìm thấy nhiều nhất trong thung lũng Cameroon. Chúng được đưa đến châu Âu chủ yếu bởi người Anh trong thời kỳ thuộc địa (Đế chế Anh đô hộ Phi châu). Những con dê này sau đó đã được nhập khẩu vào Hoa Kỳ từ các vườn thú châu Âu trong những năm 1950.
Người ta sử dụng chúng để trưng bày trong các vườn thú cũng như là sinh vật mô hình. Cuối cùng chúng đã được mua lại bởi các nhà lai tạo cá nhân và nhanh chóng trở nên phổ biến như là vật nuôi và động vật triển lãm trong các sô trình diễn động vật do tính cách khá tốt và thân thiện và cũng như thể chất khỏe mạnh. Ngày nay, chúng thường được nuôi như thú cưng trong những cái sân sâu và trong các vườn thú để vuốt ve. 

## Đặc điểm

### Mô tả

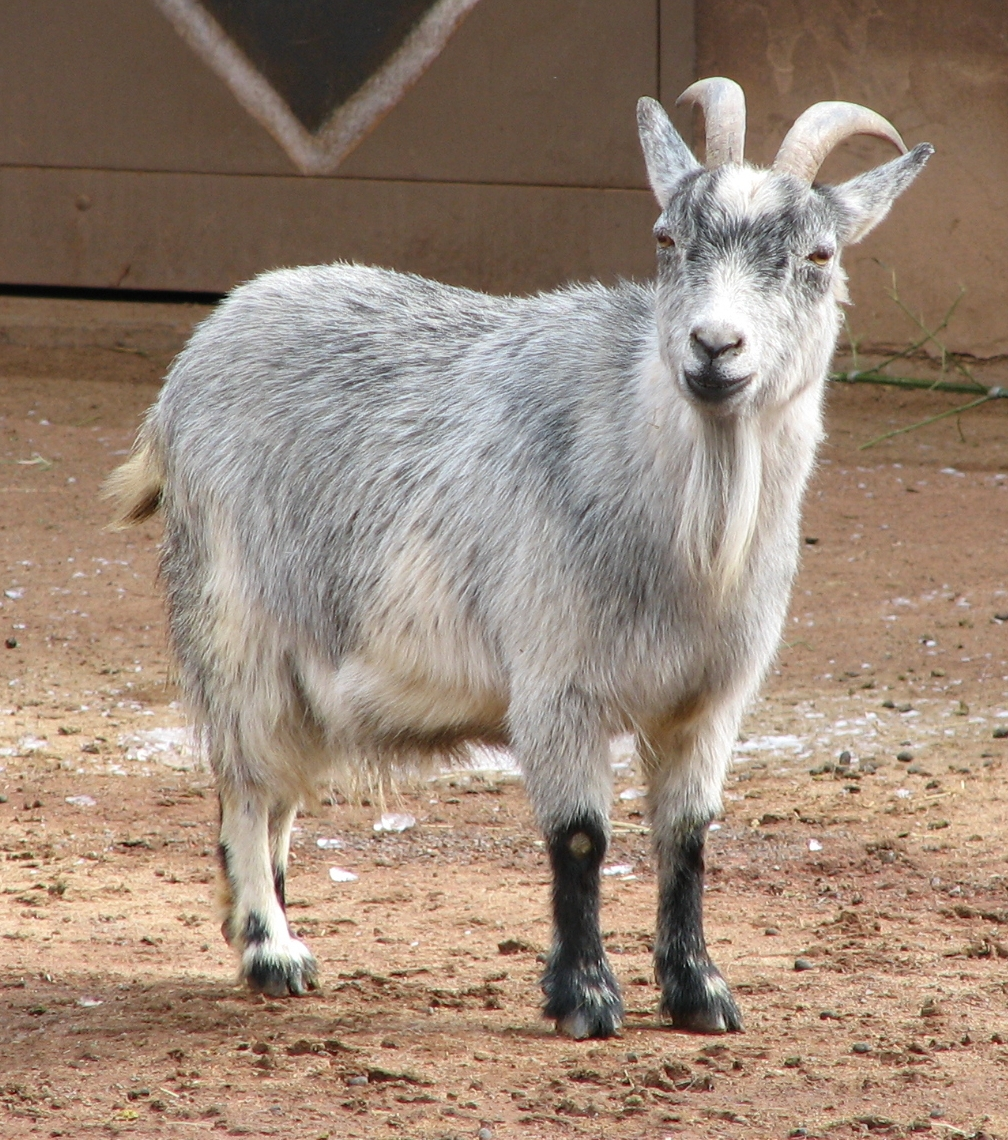
Một con dê lùn lông trắng

Dê lùn Pygmy là một giống dê khá khỏe mạnh và có thể thích ứng với hầu như tất cả các vùng khí hậu. Có dòng phả hệ riêng biệt ở châu Âu và châu Phi (nơi chúng đôi khi được gọi là Dê lùn châu Phi) và Hoa Kỳ. Và điều này là vì một điều rằng xuất xứ chúng với chỉ một vài trăm dê lùn nhập khẩu từ Châu Phi khoảng 60 năm trước đây.
Những con dê lùn cái nặng từ 24-34 kg (53-75 lb) và con dê đực thì nặng 27–39 kg (60-86 lb). Chiều cao chúng chỉ khoảng 41-58 cm (16–23 in). Các màu sắc và hoa văn của lớp lông ngoài của chúng thay đổi đáng kể, và có thể được phân loại thành khuôn mẫu caramel, hoa văn agouti và màu đen có hoa văn. Trong các loại, có dòng lông caramel với những mảng màu đen, caramel với những mảng màu nâu, nâu agouti, xám agouti, agouti màu đen, lông đen với những mảng màu trắng và đen. 

### Chỉ số
- Tuổi thọ trung bình: 8-18 năm
- Nhiệt độ cơ thể trung bình: 101,5-104 °F (39,1-40 °C)
- Nhịp tim bình thường: 60-90 nhịp đập mỗi phút (nhanh hơn đối với dê non)
- Nhịp hô hấp bình thường: 15-30 mỗi phút
- Dạ cỏ: 1-1,5 mỗi phút
- Thời kỳ mang thai: 145-155 ngày (trung bình 150 ngày)
- Chu kỳ nhiệt (động dục): 18-24 ngày (trung bình 21 ngày)
- Chiều dài của nhiệt: 12-48 giờ (trung bình 1 ngày)
- Tuổi cai sữa (đề nghị): 8-10 tuần
- Con đực trưởng thành thuần thục: 9-12 tuần
- Con cái: 3-12 tháng *
- Mài sừng (bác sĩ phẫu thuật thú y): Bằng cách 7 ngày
- Thiến: Sử dụng vòng elastrator: 2 tuần
- Phương pháp phẫu thuật (bởi bác sĩ thú y): Không giới hạn tuổi

### Sinh sản

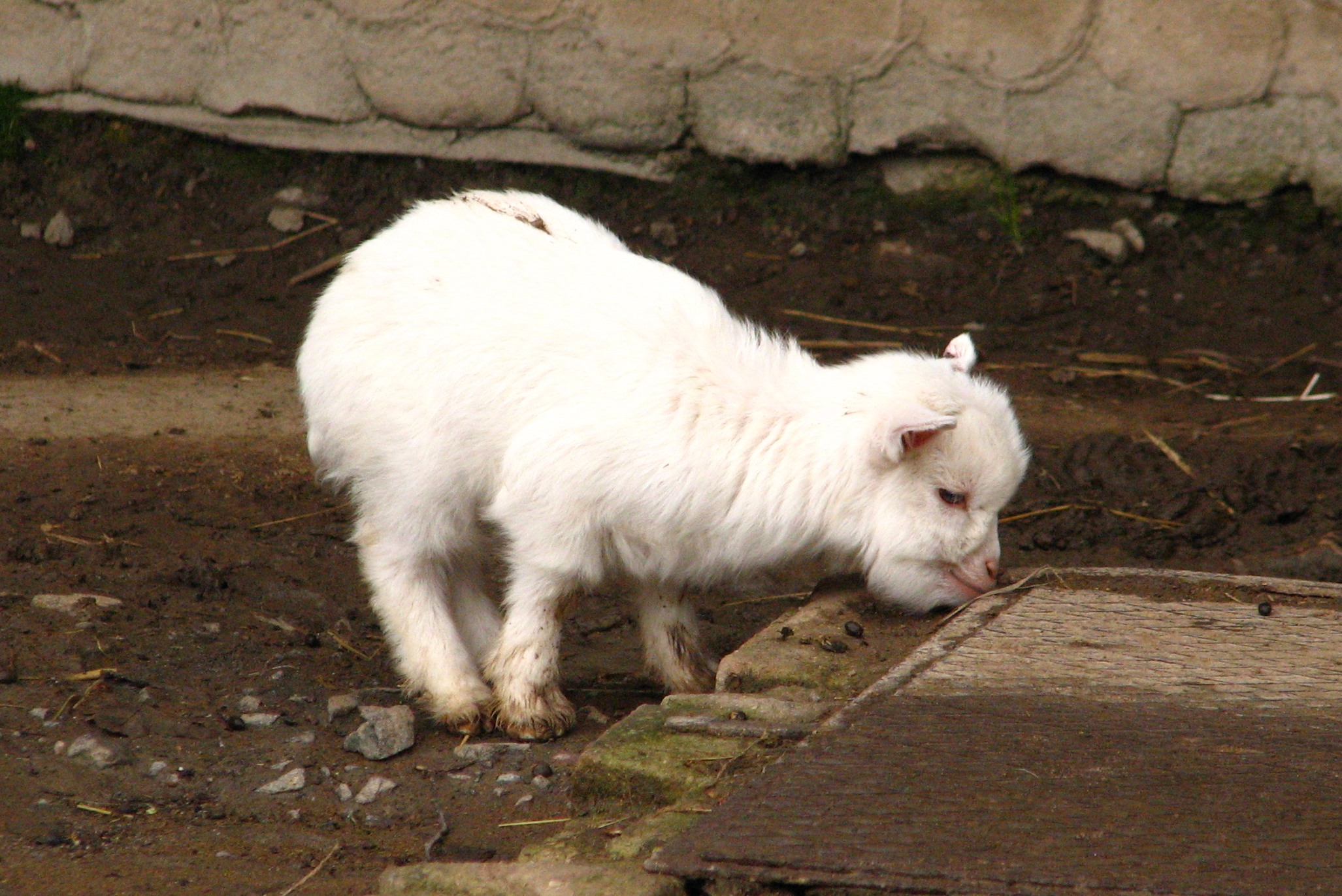
Dê lùn non

Dê lùn Pygmy lai tạo và có thể mang 1-4 con dê con sau chín đến 12 tháng sau một thời gian mang thai năm tháng. Liệu thường được nhân giống cho lần đầu tiên vào khoảng mười hai đến 18 tháng, mặc dù chúng có thể thụ thai sớm nhất là hai tháng nếu không lưu ý để tách chúng đầu từ những con đực trẻ. Dê non sơ sinh sẽ bú gần như ngay lập tức, bắt đầu ăn ngũ cốc và thức ăn thô trong vòng một tuần, và được cai sữa bởi mười tuần tuổi.
Với hành vi tình dục Polyestrous có nghĩa là chúng có kinh nghiệm nhiệt và có thể tiết sữa quanh năm. Nếu vắt sữa là một ưu tiên, một nguồn cung cấp liên tục sữa có thể được thu được bằng cách nhân giống hai hoặc nhiều không luân phiên. Một số giống bò sữa kích thước đầy đủ cũng được ghi nhận về hành vi tình dục polyestrous.

## Tập tính
Pygmy là giống dê là thích nghi với hầu hết các vùng khí hậu. Chế độ ăn uống chính của chúng bao gồm rau xanh và ngũ cốc. Chúng giống như một cái máy xén cỏ, khi ăn cỏ sau vườn, chúng chỉ bứt ăn phần trên của lá cỏ và giống như máy cắt cỏ. Chúng thích có mục để nhảy vào và có thể nhảy lên xe nhỏ. Chúng cũng đang cần một nhà kho và mở khu vực để dạo chơi. Chúng cũng cần một đồng bạn, mà không nhất thiết phải là một loài riêng. Chúng là con mồi của những động vật săn mồi và do đó cần được che chở trong một khu vực cách ly với các động vật ăn thịt thâm nhập đặc biệt là vào ban đêm.
Dê có nhu cầu nước ngọt ở tất cả các lần hoặc chúng sẽ không uống nó. Dê lùn Pygmy thường trìu mến khi chúng được đối xử với sự tôn trọng. Chúng cũng có thể được huấn luyện mặc dù nó đòi hỏi khá nhiều kỳ công việc. Điều quan trọng là để đảm bảo dê lùn cảm thấy thoải mái và ấm áp trong những tháng mùa. Các biện pháp đơn giản như cho dê ăn dê và uống nước ấm và thức ăn ấm, cũng như đảm bảo quý khách có thể làm cho lùn dê đực hạnh phúc hơn rất nhiều trong suốt mùa đông vì chúng là thú cưng.